# Румъния във Втората световна война
Румъния във Втората световна война преминава през няколко драматични етапа: от неутралитет, през съюз със Нацистка Германия, до преминаване на страната към съюзниците през 1944 г. Страната е значим участник на Източния фронт и претърпява териториални загуби и промени в управлението.

## Предвоенна ситуация
През 1939 г. Румъния е монархия под управлението на Карол II. След подписването на пакта Рибентроп – Молотов между СССР и Германия, Румъния попада в съветската сфера на влияние. През юни 1940 г. СССР отправя ултиматум, след което Румъния отстъпва Бесарабия и Северна Буковина. Впоследствие страната губи и Северна Трансилвания в полза на Унгария (Виенски арбитраж), и Южна Добруджа – в полза на България.

## Присъединяване към Оста
През септември 1940 г. ген. Йон Антонеску поема властта като „кондукатор“. Под негово ръководство Румъния се присъединява към Тристранния пакт (ноември 1940) и допуска германски войски на своя територия. Румъния участва активно в Операция Барбароса от 22 юни 1941 г., изпращайки над 300 000 войници срещу СССР с цел възстановяване на Бесарабия и Буковина.

## Участие на Източния фронт
Румънската армия се бие в Южна Украйна, в обсадата на Одеса, в битката за Севастопол и в катастрофалната Битка при Сталинград, където румънските фронтове са пробити от Червената армия. До 1944 г. Румъния понася сериозни загуби – както човешки, така и материални.

## Смяна на фронта
На 23 август 1944 г. крал Михай I организира държавен преврат, арестува Антонеску и обявява война на Германия. Румъния преминава на страната на съюзниците и започва настъпление срещу немските и унгарски сили в Трансилвания, Унгария, Чехословакия и Австрия.

## Последствия
След войната Румъния се озовава в съветската сфера на влияние. Въпреки че Северна Трансилвания е възстановена в полза на Румъния, страната остава под силен съветски контрол. През 1947 г. монархията е премахната и е установена Румънска народна република.

## Еврейският въпрос и Холокостът
Румъния провежда антисемитска политика особено активно в окупираните съветски територии (Приднестровие), където десетки хиляди евреи са избити или депортирани. Антонеску носи основната отговорност за румънското участие в Холокоста.

## Загуби
- Човешки загуби: около 300 000 убити, ранени и изчезнали
- Икономически загуби: разрушения от бойни действия и съветска окупация
- Териториални резултати: възстановяване на Северна Трансилвания, но загуба на Бесарабия и Буковина

## Вижте още
- История на Румъния
- Румъния в Първата световна война
- Източен фронт (Втора световна война)
- Йон Антонеску
- Михаил I
- Холокост в Румъния